# South Emmons, Bắc Dakota
South Emmons là một lãnh thổ chưa tổ chức thuộc quận Emmons, tiểu bang Bắc Dakota, Hoa Kỳ. Năm 2010, dân số của nơi này là 820 người.